# Lixophaga stenomae
Lixophaga stenomae là một loài ruồi trong họ Tachinidae.